# Ølens kommun
Ølens kommun var en kommun i västra Norge fram till 2006 då den uppgick i Vindafjords kommun.

## Historia
Ølen blev en egen kommun 1 juli 1916 genom delning av Fjelbergs kommun. 1964 delades Vikebygds kommun upp mellan Ølens och Sveio kommuner.
När det blev bestämt att Ølen skulle slås samman med Vindafjord, flyttades kommunen år 2002 över från Hordaland till Rogaland fylke.